# Bintravalli, Koppa
Bintravalli là một làng thuộc tehsil Koppa, huyện Chikmagalur, bang Karnataka, Ấn Độ.